# Safeguard

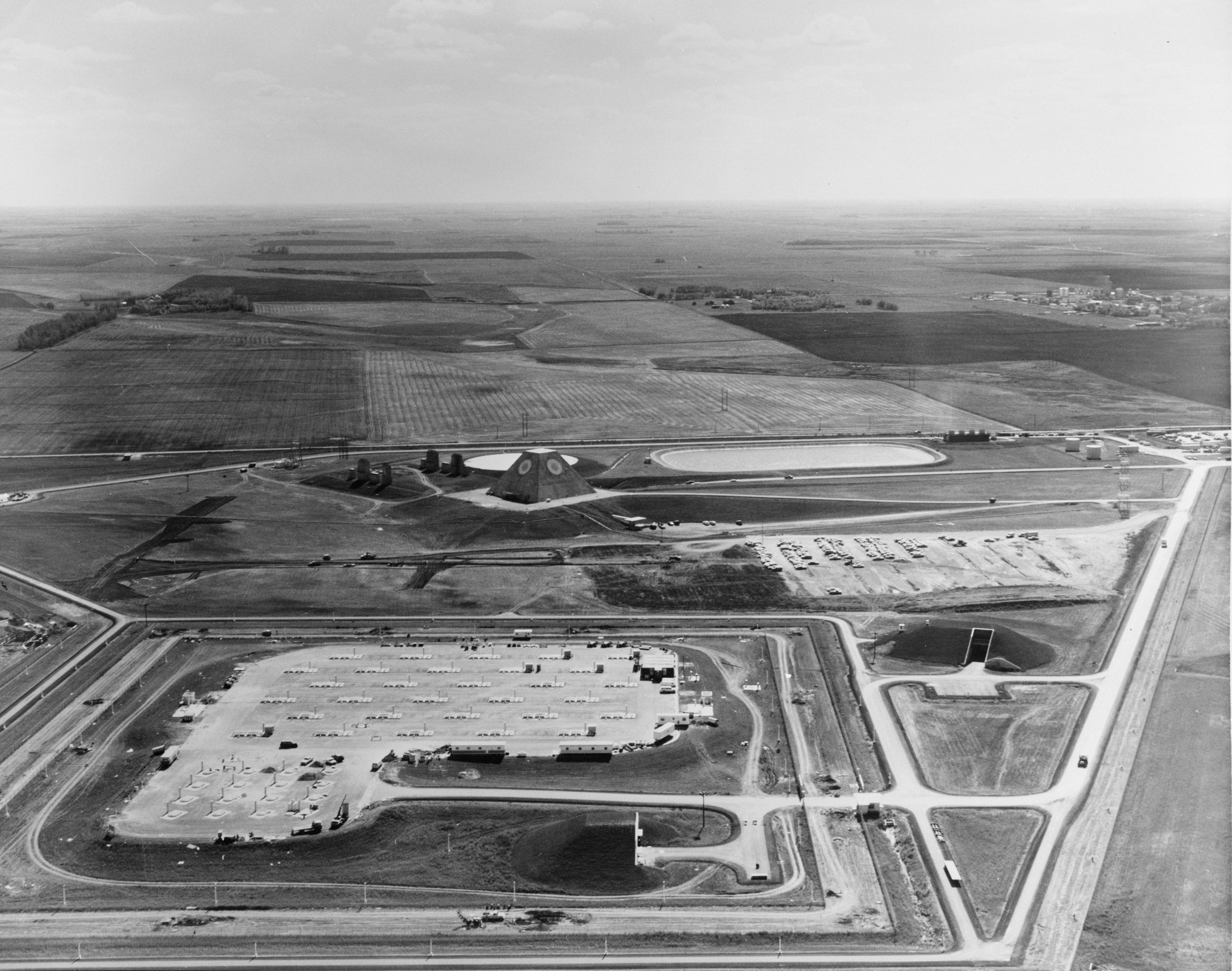
Blick auf das Gelände des Safeguard-Komplexes in Cavalier County

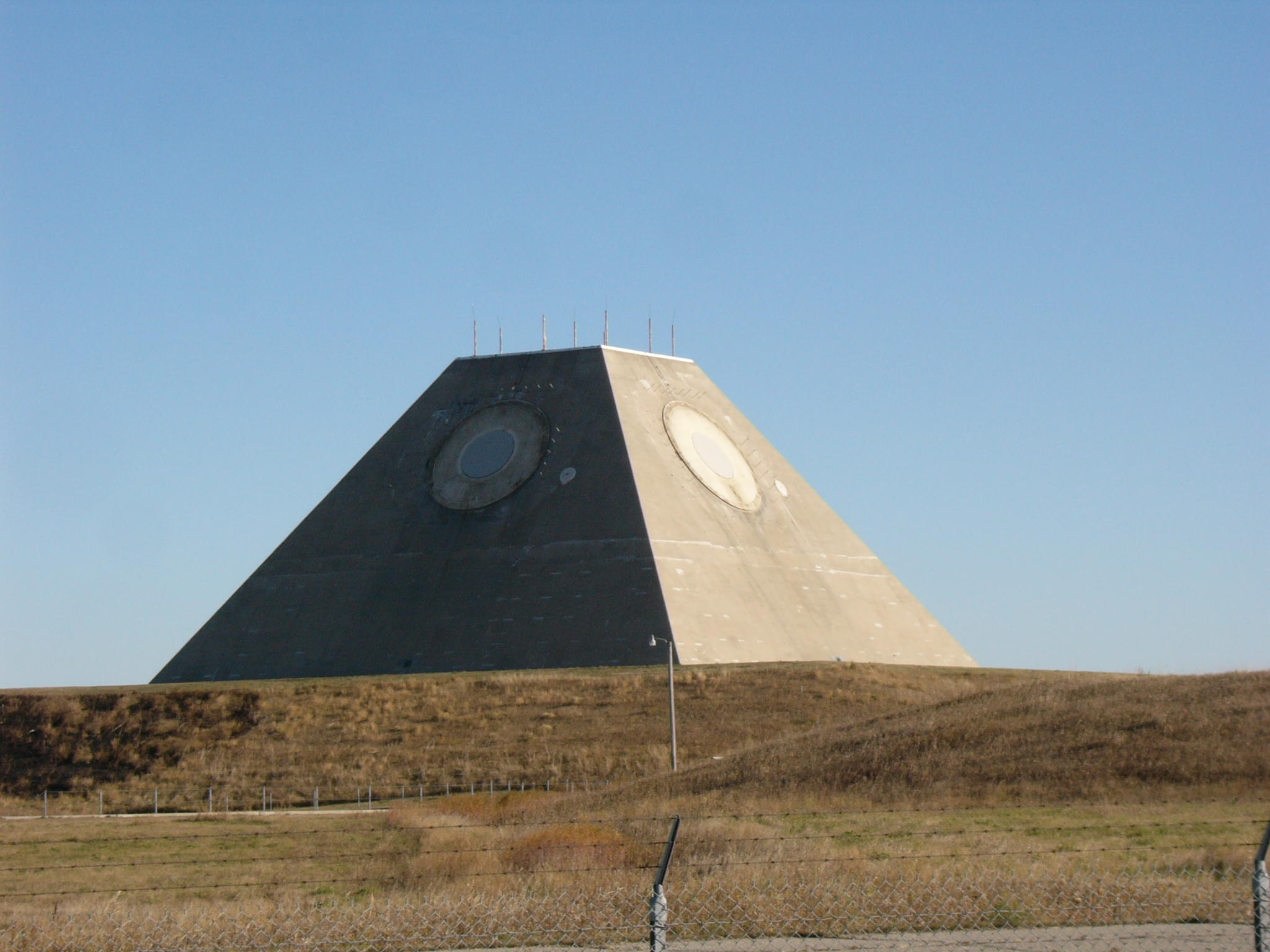
Safeguard-Radar

Safeguard ist die Bezeichnung für das amerikanische Raketenabwehrsystem, das in den 1970er-Jahren installiert wurde.
Dieses System diente vor allem dem Schutz der Minuteman-Raketensilos und – allerdings zweitrangig – dem Schutz von Städten während des Kalten Krieges gegen die sowjetische Nuklearstreitmacht. Bestandteile des Systems waren ein Radar extrem großer Reichweite und Auflösung sowie nuklear bestückte Raketen zur Abwehr anfliegender Raketen. Neben den Spartan-Raketen langer Reichweite standen auch die so genannten Sprint-Raketen kurzer Reichweite (40 km) zur Verfügung.
Die wenigen fertiggestellten Komponenten des Safeguard-Systems wurden nach kurzer Zeit aufgrund explodierender Kosten und wegen des START-II-Vertrages wieder stillgelegt.
Das Safeguard-System ist ein Vorläufer der amerikanischen Bestrebungen in den 1990er-Jahren, ein solches System ohne nukleare Sprengköpfe zu bauen. Dies führte zur Kündigung des ABM-Vertrages.